# Воскобойнікова-Гузєва Олена Вікторівна
Олена Вікторівна Воскобойнікова-Гузєва (нар. 19 серпня 1971, Одеса, Україна) — докторка наук із соціальних комунікацій, завідувачка кафедри бібліотекознавства та інформології Інституту журналістики Київського університету імені Бориса Грінченка.

## Життєпис
У 1992 р. закінчила з відзнакою Київський державний інститут культури ім. О. Є. Корнійчука (нині — Київський національний університет культури і мистецтв) за спеціальністю «Бібліотекознавство і бібліографознавство». Свою трудову і наукову діяльність розпочала з липня 1992 році у Центральній науковій бібліотеці імені В. І. Вернадського (нині — Національній бібліотеці України імені В. І. Вернадського, НБУВ). Працювала на посадах бібліотекарки ІІ категорії, з жовтня 1992 р. стала молодшою науковою співробітницею відділу загального бібліотекознавства.
У 1996—1999 рр. навчалася в аспірантурі НБУВ, досліджуючи бібліотекознавчі і фондознавчі питання, типологію видань, зокрема наукових.
З листопада 1999 р., після завершення навчання у аспірантурі, працювала науковою співробітницею відділу комплектування вітчизняною літературою.
У 2000 р. захистила дисертацію «Наукові видання в структурі фонду Національної бібліотеки України імені В. І. Вернадського (1918—1999 рр.) як об'єкт історико-бібліотекознавчого дослідження» (кандидат історичних наук за спеціальністю 07.00.08 — книгознавство, бібліотекознавство, бібліографознавство).

## Наукова діяльність
Наукова діяльність О. В. Воскобойнікової-Гузєвої була сконцентрована на дослідженні історії, теорії і методології, аналізі стану та перспектив розвитку бібліотечно-інформаційної сфери і бібліотекознавства в Україні та за кордоном. Майже десять років (від січня 2002 р. по лютий 2011 р.) вона була керівницею відділу бібліотекознавства найбільшої бібліотеки країни, а згодом, одночасно директоркою Інституту бібліотекознавства (з 2006 р.).
Понад десять років О. В. Воскобойнікова-Гузєва була співкерівницею та відповідальною виконавцею НДР Інституту бібліотекознавства за напрямами удосконалення технології і організації формування і використання інформаційних ресурсів наукової бібліотеки, впровадження інформаційних технологій в систему інноваційної діяльності  наукової бібліотеки, управління бібліотечно-інформаційною діяльністю наукової бібліотеки тощо. Результати дослідження питань ефективного формування і використання документно-інформаційних ресурсів, розвитку соціально-професійної структури наукової бібліотеки, теоретичних та методичних аспектів управління науковою бібліотекою, які здійснила науковиця у той час стали теоретичним підґрунтям для структурного, організаційного та технологічного розвитку сучасної наукової бібліотеки, вироблення прогнозів  і моделей  соціокультурної трансформації, подальшого дослідження тенденції функціонального розвитку інформаційно-бібліотечного комплексу як соціокультурного об'єкту.
Результати наукової діяльності О. В. Воскобойнікової-Гузєвої для розвитку теоретичних та науково-прикладних аспектів вітчизняного бібліотекознавства отримали високу оцінку, їй було присвоєно вчене звання старшої наукової співробітниці за спеціальністю 07.00.08 — книгознавство, бібліотекознавство, бібліографознавство (2005 р.).
Наукові здобутки Олени Вікторівни у сфері дослідження особливостей сучасного наукового книговидання отримали розвиток у багатьох фахових публікаціях в Україні та Росії, стали підґрунтям для її участі як відповідального виконавця у загальноакадемічній НДР «Розробка і впровадження у дослідну експлуатацію типових рішень представлення видавничої продукції НАН України в електронному середовищі» (2009—2011 рр.).
У 2011—2014 рр., після реорганізації Інституту бібліотекознавства, Олена Вікторівна працювала на посаді провідної наукової співробітниці Інституту біографічних досліджень, згодом — провідної наукової співробітниці Інституту науково-методичного забезпечення бібліотечно-інформаційної роботи НБУВ, завідувачки відділу комплексних наукових та науково-інформаційних проектів Інституту бібліотекознавства Національної бібліотеки України імені В. І. Вернадського (2015 — січень 2016).
У той час науково-дослідна діяльність О. В. Воскобойнікової-Гузєвої була зосереджена на теоретичному обґрунтуванні стратегій модернізації бібліотечно-інформаційних установ в період реформування українського суспільства. 2014 року у межах даної тематики вийшло друком монографічне дослідження Олени Вікторівни, у грудні цього ж року нею було успішно захищено дисертацію на здобуття наукового ступеня докторки наук із соціальних комунікацій на тему «Бібліотечно-інформаційна сфера України в контексті соціальних трансформацій кінця ХХ ст. — 10-х років ХХІ ст.: концепції  стратегічного розвитку, динаміка змін, перспективи». Дисертаційне дослідження пов'язане із виконанням цільової комплексної програми наукових досліджень «Прогнози і моделі соціальної та соціокультурної трансформації українського суспільства у першій чверті ХХІ ст.» НАН України.  
З лютого 2016 року О. В. Воскобойнікова-Гузєва  працює в Київському університеті імені Бориса Грінченка. Є співрозробницею та гарантом магістерської програми для спеціальності 029 «Інформаційна, бібліотечна та архівна справа», викладає ряд навчальних дисциплін — «Бібліотекознавство та історія бібліотечної справи», «Державна інформаційна політика», «Сучасні стратегії розвитку науки», «Теоретико-методологічні засади бібліотекознавства, архівознавства та інформаційної діяльності», «Стратегічний менеджмент інформаційної діяльності» та інші.

## Наукові праці
Олена Вікторівна має понад 150 опублікованих наукових праць, у тому числі, індивідуальні монографії:
- «Стратегії розвитку бібліотечно-інформаційної сфери України: генезис, концепції, модернізація» (К., 2014);
- «Наукові видання у фонді Національної бібліотеки України імені В. І. Вернадського» (К., 2004);

Є членкинею авторських колективів академічних проектів:
- «Енциклопедія сучасної України» (К., 2003);
- «Українська архівна енциклопедія» (К., 2008);
- «Спеціальні історичні дисципліни» (К., 2008);
- «Соціально-економічний стан України: наслідки для народу та держави» (К., 2009);

Та колективних монографій:
- «Інформаційна діяльність Державної науково-педагогічної бібліотеки України ім. В. О. Сухомлинського: перспективи розвитку[1]» (К., 2015);
- «Проблеми суспільної безпеки в процесі розвитку соціальних мереж[2]» (К., 2015);

## Статті
1. Воскобойнікова-Гузєва О. В. Розвиток методології бібліотекознавчих досліджень: традиції та новації / О. Воскобойнікова-Гузєва // Бібліотекознавство. Документознавство. Інформологія. — 2017. — № 3. — С. 26–31.[3]
2. Воскобойнікова-Гузєва О. В. Стратегічний менеджмент інформаційної діяльності: базові засади / О. Воскобойнікова-Гузєва // Вісн. кн. палати. — 2017. — № 11. — С. 15-19.[4]
3. Воскобойнікова-Гузєва О. В. Соціокультурна діяльність провідних бібліотек України у новітніх умовах / О. В. Воскобойнікова-Гузєва // Бібл. вісн. — 2016. — № 1. — С. 12–17.[5]
4. Воскобойнікова-Гузєва О. В. Методологія бібліотекознавчих досліджень: новітні підходи / О. В. Воскобойнікова-Гузєва // Наук. праці Нац. б-ки України ім. В. І. Вернадського. — Вип. 42. — Київ, 2015. — С. 7–21.[6]
5. Воскобойнікова-Гузєва О. В. Науково-видавнича діяльність Національної бібліотеки України імені В. І. Вернадського: основні напрями останнього п'ятиріччя / О. В. Воскобойнікова-Гузєва, Г. І. Ковальчук // Наука України у світовому інформаційному просторі. — Київ: ВД Академперіодика, 2015. — Вип. 11. — С. 120—133.[7]
6. Воскобойнікова-Гузєва О. Міжнародний діалог бібліотекарів / О. Воскобойнікова-Гузєва // Бібл. вісн. — 2015. — № 5. — С. 39–41.[8]
7. Воскобойнікова-Гузєва О. В. Бібліотека і бібліотекознавець. (Пам'яті Михайла Семеновича Слободяника) / О. В. Воскобойнікова-Гузєва, О. М. Василенко // Бібліотечний вісник: наук.-теорет. та практ. журн. — 2015. — № 5. — С. 42–44.[9]
8. Воскобойнікова-Гузєва О. В. Михайло Семенович Слободяник — видатний український вчений-бібліотекознавець / О. В. Воскобойнікова-Гузєва, О. М. Василенко // Бібліотекознавство. Документознавство. Інформологія. — 2015. — № 4. — С. 7–14.[10]
9. Воскобойнікова-Гузєва О. В. Соціальне партнерство як чинник розвитку бібліотечно-інформаційної сфери України / О. В. Воскобойнікова-Гузєва // Бібл. вісн. — 2014. — № 4. — С. 3–7.[11]
10. Воскобойнікова-Гузєва О. В. Інформаційна діяльність як пріоритетний напрям функціонування бібліотечно-інформаційної сфери ХХІ ст.     / О. В. Воскобойнікова-Гузєва // Наук. праці Нац. б-ки України ім. В. І. Вернадського. — Вип. 38. — Київ, 2013. — С. 18–36.[12]
11. Воскобойнікова-Гузєва О. В. Розвиток бібліотечно-інформаційної сфери в контексті пріоритетів національної та міжнародної інформаційної політики / О. В. Воскобойнікова-Гузєва // Наук. праці Нац. б-ки України ім. В. І. Вернадського. — Вип. 35. — К., 2013. — С. 289—301.[13]
12. Воскобойникова-Гузева Е. В. Приоритеты стратегического, ком-муникационного и ресурсного развития библиотечно-информационной деятельности в монографических и диссертационных исследованиях украинских ученых в период социальных трансформаций конца ХХ — начала ХХІ ст. / Е. В. Воскобойникова-Гузева // Библиотеки национальных академий наук: проблемы функционирования, тенденции развития: науч.-практ. и теорет. сб. /  Междунар. ассоц. акад. наук. — К., 2013. — Вып. 11. — С. 82–99.[14]
13. Воскобойнікова-Гузєва О. В. Біобібліографічна діяльність у стратегії розвитку провідних бібліотек України: аналіз ресурсів відкритого доступу / О. В. Воскобойнікова-Гузєва // Укр. біографістика: зб.  наук. пр. — К., 2012. — Вип. 9. — С. 197—214.[15]
14. Воскобойнікова-Гузєва О. В. Визначальні світові стратегії для розвитку інформаційно-бібліотечного комплексу (кінець ХХ — початок ХХІ ст.) / О. В. Воскобойнікова-Гузєва // Вісн. Кн. палати. — 2012. — № 9. — С. 17–22.[16]
15. Воскобойнікова-Гузєва О. В. Вироблення консолідованої стратегії розвитку бібліотечно-інформаційної сфери України — вимога сучасності / О. В. Воскобойнікова-Гузєва // Вісн. Харк. держ. акад. культури. — Х., 2012. — Вип. 38. — С. 214—223.[17]
16. Воскобойнікова-Гузєва О. В. Модернізаційна стратегія розвитку вітчизняної бібліотечно-інформаційної сфери / О. В. Воскобойнікова-Гузєва // Бібл. вісн. — 2012. — № 5. — С. 8–19.[18]